# Astronaut (альбом Duran Duran)
Astronaut — одинадцятий студійний альбом англійської групи Duran Duran, який був випущений 11 жовтня 2004 року. Данна платівка стала першою з часів Seven and the Ragged Tiger (1983), в роботі над якою узяли участь музиканти класичного складу гурту, що існував з 1980 по 1985 рік. До того моменту, останнім їх спільним записом був сингл «A View To a Kill» (1985), який став саундтреком до однойменного фільму про Джеймса Бонда з Роджером Муром у головній ролі.

## Композиції
1. (Reach Up for the) Sunrise – 3:27
2. Want You More! – 3:39
3. What Happens Tomorrow – 4:11
4. Astronaut – 3:26
5. Bedroom Toys – 4:01
6. Nice – 3:33
7. Taste the Summer – 3:55
8. Finest Hour – 4:02
9. Chains – 4:48
10. One of Those Days – 3:52
11. Point of No Return – 4:59
12. Still Breathing – 5:59

## Учасники запису
- Саймон Ле Бон — вокал, акустична гітара («Astronaut»)
- Нік Роудс — клавішні
- Джон Тейлор — бас-гітара
- Роджер Тейлор — ударні
- Енді Тейлор — гітара